# Сюнык (нижний приток Кильмези)
Сюны́к — река в России, протекает в Сюмсинском районе Республики Удмуртия. Устье реки находится в 125 км по правому берегу реки Кильмезь. Длина реки составляет 13 км, площадь водосборного бассейна 43,2 км².
Исток реки находится в лесу северо-восточнее деревни Бадзимлуд в 16 км к северо-западу от села Сюмси. Река течёт на юго-восток и юг по ненаселённому лесу. Впадает в Кильмезь ниже деревни Малые Сюмси.

## Данные водного реестра
По данным государственного водного реестра России относится к Камскому бассейновому округу, водохозяйственный участок реки — Вятка от водомерного поста посёлка городского типа Аркуль до города Вятские Поляны, речной подбассейн реки — Вятка. Речной бассейн реки — Кама.
Код объекта в государственном водном реестре — 10010300512111100038903.